# مغناطيس كهربي

يلتقط مغناطيسي كهربائي مشابك الأوراق عند نشاة مجال مغناطيسي فيه بسبب تيار كهربائي يمر في الملف. وعندما ينقطع التيار تزول المغنطة وتُترك المشابك الحديدية.

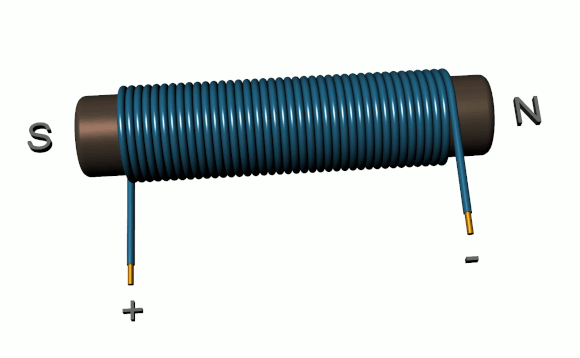
يتكون المغناطيس الكهربي من ملف سلك معزول ملتف حول أسطوانة حديدية. وتتناسب شدة المجال المغناطيسي المتولد مع شدة التيار ومع عدد لفات الملف.

يمر التيار (I) في سلك مستقيم فينشأ مجال مغناطيسي (B).
ويكون اتجاه دوران المجال المغناطيسي مطابقا ل قاعدة اليد اليمنى.

المغناطيس الكهربي أو الكهرطيس في الفيزياء والهندسة الكهربائية (بالإنجليزية: electromagnet)‏ هو مغناطيس يتولد مجاله المغناطيسي عن طريق مرور تيار كهربائي منتظم في ملف (أو سلك). ويختفي المجال المغناطيسي المتولد عندما ينقطع التيار. وتستخدم المغناطيسات الكهربائية كثيرا في المحركات الكهربائية وفي المولدات الكهربائية وومكبرات الصوت وفي أجهزة تصوير بالرنين المغناطيسي وفي أجهزة الأقراص الصلبة لتخزين المعلومات وفي الرافعات الثقيلة وأجهزة علمية كثيرة .

## فكرته
عندما يمر تيار كهربائي في سلك يتولد مجال مغناطيسي حوله (انظر أسفله). وبغرض تركيز المجال المغناطيسي المتولد يُشكل السلك عل هيئة الملف مكون من عدة لفات للسلك تجاور اللفة أختها. وتمر خطوط المجال المغناطيسي المتولد داخل الملف مولدة مجال مغناطيسي قوي.

## النظرية
إذا كان طول الملف المستخدم L بالمتر وعدد اللفات n {عدد مطلق، ليست له وحدة }, ويمر به تيار كهربائي شدته I (بوحدة أمبير) فتُحسب شدة المجال المغناطيسي
H {بوحدة : أمبير/متر} بواسطة العلاقة :
{\displaystyle H=I\cdot {\frac {n}{l}}\,}
وبالتالي تـُحسب كثافة التدفق المغناطيسي B {بوحدة : T (تسلا)}.
{\displaystyle B=\mu _{0}\cdot \mu _{r}\cdot I\cdot {\frac {n}{l}}\,}.
في تلك المعادلة:
{\displaystyle \mu _{0}} نفاذية الفراغ للمغناطيسية
{\displaystyle \mu _{r}} نفاذية الجو المحيط للمغناطيسية.
{\displaystyle \mu _{0}=4\cdot \pi \cdot 10^{-7}{\frac {\mathrm {H} }{\mathrm {m} }}\,}.
في الفراغ (أو بالتقريب في الهواء) تكون النفاذية النسبية :
{\displaystyle \mu _{r}=1}
وتختلف قيمتها للمواد المغناطيسية الحديدية بين 4 و 15.000 حتى الوصول إلى التشرع المغناطيسي.
اتجاه دوران المجال المغناطيسي (قاعدة اليد اليمنى): نقبض أصابع اليد اليمنى وننصب الإبهام إلى أعلى، فيبين الإبهام اتجاه التيار في السلك وتبين الأصابع اتجاه دوران خطوط المجال المغناطيسي (قارن بالشكل).

## قلب الملف

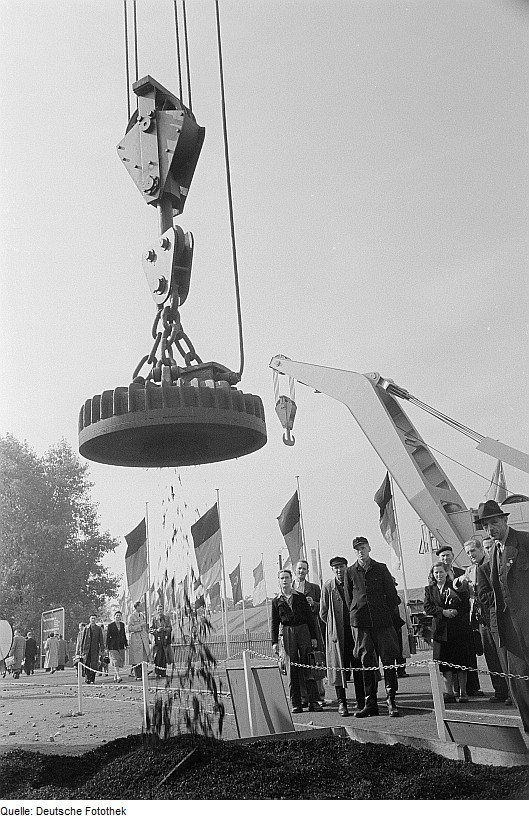
مغناطيسي كهربائي على إحدى الرافعات.

يكون قلب ملف المغناطيس الكهربي عادة من الحديد ، وهو مكون من حبيبات مغناطيسية تشكل كل واحدة منها مغناطيسا ذاتيا صغيرا (مقطع الحبيبة نحو 10 ميكرومتر أو أصغر، انظر مغناطيسية حديدية). وقبل تمرير التيار الكهربائي في الملف تكون الحبيبات المغناطيسية في القلب لحديدي للملف متخذة اتجاهات عشوائية، فتلغي مغناطيسية الحبيبة مغناطيسية الأخرى ولا يبين الحديد في تلك الحالة آية مجال مغناطيسي.
وعندما يمر تيار في حلقات سلك الملف المحيطة بالقلب الحديدي، يتخلل المجال المغناطيسي المتولد في الملف في الحديد ويعمل على توجيه مغناطيسية الحبيبات في اتجاهه، بذلك يزداد المجال المغناطيسي في قلب الملف وينتشر خارج وحول الملف. وكلما زادت شدة التيار الكهربائي في الملف كلما زاد عدد الحبيبات التي توجه مجالها في اتجاه المجال المغناطيسي للملف، كلما زاد شدة المجال الناشيئ الكلي. وعندما تصبح مغناطيسية جميع الحبيبات في نفس اتجاه المجال المغناطيسي للملف وتصل حالة تشبع مغناطيسي في قطعة حديد قلب الملف، تزيد شدة المجال المغناطيسي ببطء بسبب ظاهرة المغناطيسية المسايرة فقط، وهي أقل نحو 1000 مرة عن المغناطيسية الحديدية.
وعند قطع تيار الملف تفقد الحبيبات توجيه مغناطيسيتها الذاتية وتعود إلى حالة توزيعها العشوائي ثانيا ويختفي المجال المغناطيسي. ولكن بعض الحبيبات تحافظ على اتجاه مغناطيسيتها الذاتية بسبب معوقات في المادة، مما يجعل قلب الملف يبدي شيئا من المغناطيسية الذاتية. تسمى تلك الظاهرة مقاومة مغناطيسية (حيث تقاوم المادة فقد مغناطيسيتها). ويمكن إزالة مغناطيسية الاستبقائية (الباقية) في حديد القلب عن طريق معالجته بمجال مغناطيسي معاكس .

## المجال المغناطيسي المتولد من تيار
تتناسب شدة المجال المغناطيسي المتولد من تيار كهربائي تناسبا طرديا مع عدد لفات N الملف ومع شدة التيار المار في السلك I, وبناء على ذلك يسمى حاصل الضرب N.I ووحدته (أمبير.لفة) قوة محركة مغناطيسية. فإذا افترضنا مغناطيسا كهربيا له دائرة مغناطيسي واحدة، يبلغ طول قلبها من المادة المغناطيسية Lcore ، وطول الفتحة الهوائية (بين الملف ومادة قلب الملف) Lgap ، فيمن اختصار قانون أوم إلى الصيغة:
{\displaystyle NI=H_{\mathrm {core} }L_{\mathrm {core} }+H_{\mathrm {gap} }L_{\mathrm {gap} }\,}
{\displaystyle NI=B\left({\frac {L_{\mathrm {core} }}{\mu }}+{\frac {L_{\mathrm {gap} }}{\mu _{0}}}\right)\qquad \qquad \qquad \qquad (1)\,}
حيث {\displaystyle \mu =B/H\,}
{\displaystyle \mu _{0}=4\pi (10^{-7})\ \mathrm {N} \cdot \mathrm {A} ^{-2}}
والأخيرة {\displaystyle \mu _{0}}
هي نفاذية الفراغ (أو بالتقريب نفاذية الهواء) للمغناطيسية. (الوحدات هنا N نيوتن و Aأمبير).

تلك معادلة غير خطية حيث أن نفاذية مادة قلب الملف μ تتغير هي نفسها بتغير شدة المجال المغناطيسي B. ولذلك يمكن حساب نتيجة المعادلة عن طريق تعيين كل من μ لكل B من منحنى المغناطيسية. فإذا كانت شدة المجال المغناطيسي B غير معروفة
فيجب حل المعادلة بالطرق الحسابية.
وإذا كانت القوة المحركة المغناطيسية معروفة في حالة التشبع المغناطيسي ، فلن تتغير القيمة NI بالمجال المغناطيسي تغييرا كبيرا. وفي دائر مغناطيسي مغلقة حيث لا توجد فتحة هوائية في قلب الملف تكون مادة القلب في حالة تشبع مغناطيسي وقد تصل القوة المحركة المغناطيسية نحو 800 أمبير.لفة لكل متر من التدفق المغناطيسي.
وتستخدم مواد لقلب الملف يصل نفاذيتها النسبية
{\displaystyle \mu _{r}=\mu /\mu _{0}\approx 2000-6000\,}. وعلى ذلك فيصبح جزء المعادلة الثاني في المعادلة (1) هو الأكبر. ففي الدوائر المغناطيسية التي تحتوي على فتحة هوائية سوف تغير شدة المجال على طول الفتحة الهوائية تغيرا كبيرا، وبالتالي فلن يكون لطول التدفق المغناطيسي في قلب الملف تأثير كبير.

## مغناطيس التيار المتردد
في التيار المتردد تتغير شدة التيار دوريا من نهاية عظمى (مطال) تنخفض إلى الصفر (عند ربع طول الموجة) إلى نهاية صغرى (مطال معكوس الإشارة) ثم إلى الصفر ثم يصل ثانيا إلى النهاية العظمى التي بدأ منها، وبذلك تكون الدورة قد تمت. وتتكرر تلك الدورة للتيار المتردد (انظر الشكل). ونظرا لذلك التغير الذي تصل فيه قيمة التيار دوريا إلى الصفر في حالة التيار المتردد فلا بد من ضمان عمل المغناطيس المستمر خلال اللحظات الدورية التي لا يمر خلالها تيار في الملف .

تتطابق تياران مترددان مختلفي الطور. المحور الأفقي : الزمن، المحور الرأسي: شدة المجال المتولدة.

ويتم ذلك عن طريق استخدام ملف إضافي ينتج تيارا مترددا إضافيا ويكون في طور منزاحا عن طور التيار المتردد الأصلي، بحيث يتطابق التياران المترددان على بعضهما البعض، وتصبح للمحصلتهما دائما قيمة مختلفة عن الصفر (انظر الشكل، المنحنى الأسود). كما يمكن إجراء ذلك عن طريق استخدام تيار ثلاثي الأطوار وهو النظام المتبع لتشغيل المحركات الكهربائية في القطارات والروافع وغيرها.

سريان تيار ثلاثي الأطوار للجهود U1, U2, U3

## مواضيع ذات علاقة
- قابلية مغناطيسية
- تشبع مغناطيسي
- محرك أحادي القطب
- الاستبقائيّة
- مغناطيسية أرضية
- مغناطيسية حديدية
- مغناطيسية مسايرة
- مغناطيسية معاكسة
- فريمغناطيسية
- قانون كوري
- أورستد
- جرس كهربائي